# Scalidophora
Die Scalidophora (Gr.: Skaliden Tragende) sind ein rangloses Taxon, in dem drei Stämme wirbelloser Tiere vereint werden, die Priapswürmer (Priapulida), die Korsetttierchen (Loricifera) und die Hakenrüssler (Kinorhyncha). Alle Arten der Gruppe sind bodenbewohnende Meerestiere.

## Merkmale
Die Scalidophora haben als gemeinsames Merkmal einen Körper, der sich in drei Abschnitte gliedern lässt, der Vorderkörper, Introvert genannt, der „Hals“ und der Rumpf oder Hinterkörper.
Das Introvert wird von einem ausstülpbaren Rüssel gebildet, mit dessen Hilfe die Scalidophora sich fortbewegen können und der auch die Sinnesorgane trägt. Er ist von speziellen Schuppen, den Skaliden bedeckt. Jede Skalide enthält Sinneszellen, ist innen hohl und endet in einer terminalen Pore. Die Beweglichkeit des Introvert wird durch Rückziehmuskeln gewährleistet, die in zwei Ringen angeordnet und an langen Ektodermzellen ansetzen. An der Spitze des Introverts liegt der Mund, der von Sinneszellen umgeben ist, direkt dahinter befindet sich das Gehirn. Das Introvert ist radiär symmetrisch. Die außen liegende Körperdecke (Endokutikula) enthält Chitin.
Legende für das Bild:
- Körperabschnitte (rechts):
  - mc = Mundkegel
  - in = Introvert
  - nk = Nacken
  - tk = Rumpf
- Organe (links):
  - os = Mundstilette
  - rb = ringförmiges Ganglion
  - sc = Skalide
  - ng = Ganglion
  - ir = Introvertretraktoren
  - vn = ventraler Nervenstrang
  - gn = Gonade
  - gt = Darm
  - pn = Protonephridien
  - cg = Caudalganglion
  - ca = Borsten

Die meisten Arten der Scalidophora sind sehr klein, Korsetttierchen erreichen Längen von nur 100 bis knapp 500 Mikrometern, Hakenrüssler werden zwischen 200 Mikrometern und einem Millimeter und Priapswürmer zwischen 0,05 Zentimetern und 39 Zentimetern lang.
Die Scalidophora lassen sich seit dem Kambrium fossil nachweisen (z. B. Markuelia) und stellen nur noch den Rest einer einst sehr viel artenreicheren Gruppe dar.